# Allen Batsford
Allen Batsford (ur. 9 kwietnia 1932, zm. 28 grudnia 2009) – były angielski trener. W 1974 roku został trenerem drużyny Wimbledon F.C. pod jego wodzą drużyna trzy razy z rzędu zdobywała mistrzostwo w Southern League. W Pucharze Anglii awansował z drużyną do IV rundy. Po zmianie nazwy klubu zajął się tam szkoleniem młodzieży.